# История буддизма

## Предпосылки возникновениябуддизма
Прежде всего буддизм — настическое учение, поэтому ему непосредственно предшествовали джайнизм и локаята.
Буддизм зародился в северо-восточной части Индии, где находились древние государства Магадха, Кошала и Личчхави, в середине I тысячелетия до н. э. Скудность научных данных об индийском обществе того времени не позволяет дать ясных ответов на многие вопросы, однако можно предположить достаточно очевидные причины возникновения и укрепления буддизма в древнеиндийском обществе:
1. Середина I тысячелетия до н. э. была в Индии временем острейшего кризиса древней ведийской религии, что вызвало появление новых неортодоксальных альтернативных учений. Создавали их странствующие философы, аскеты, шраманы. Одним из них и был Сиддхартха Гаутама, исторический основатель буддизма.
2. В это же время происходили интенсивные процессы укрепления государственной власти, что требовало повышения авторитета царей и воинов (варны кшатриев) в противовес брахманам (на наличие такого конфликта между светской властью и жречеством косвенно указывают произведения поздневедийской и пуранической литературы). Поскольку буддизм являлся оппозиционным к брахманизму учением, он и был выбран для укрепления власти кшатриев. В VII—XIII вв. цари некоторых индийских государств перестали поддерживать буддизм и он стал там исчезать. Но в странах, правители которых продолжали покровительствовать буддизму (династия Пала), его расцвет продолжался.

## Жизнь Будды
Согласно традиции, исторический Будда Сиддхартха–Гаутама  родился в роде Шакья касты кшатриев в стране Магадха (546—324 до н. э.), в районе Лумбини на юге современного Непала. Его также называли Шакьямуни — мудрец, принадлежащий к клану Шакья.
После жизни в роскоши во дворце своего отца, короля Капилавасту (царство которого потом вошло в государство Магадха), Сиддхарта случайно столкнулся с жестокой реальностью и сделал вывод, что реальная жизнь связана со страданиями и горем. Он отказался от жизни во дворце и стал вести аскетическую жизнь вместе с лесными отшельниками, в том числе выполняя практики мучения и умерщвления тела. Позднее он пришёл к выводу, что крайние формы аскетизма не ведут к освобождению от страданий, связанных с рождением и смертью, и следует находить промежуточный путь между стремлением к чувственным удовольствиям и стремлением к самоумерщвлению.
Во время медитации под деревом Бодхи он принял решение во что бы то ни стало найти Истину, и в возрасте 35 лет достиг Просветления. После этого он стал называться Будда Гаутама, или просто Будда, что означает «пробуждённый».
Остальные 45 лет жизни он путешествовал по Центральной Индии в долине Ганга, обучая своих последователей и учеников.
В дальнейшем последователи Будды в течение последующих 400 лет сформировали много разных учений — школы раннего буддизма (Никая), из которых сохранилось учение Тхеравада и многочисленные ветви Махаяны.

## Ранний буддизм
| Хронология развития и распространения буддийских школ (450 год до н. э. – 1300 год н. э.) |                                 |                        |                        |                                                   |                                                   |                                                   |                                                   |                                                   |                   |                   |                   |
|                                                                                           |                                 |                        |                        |                                                   |                                                   |                                                   |                                                   |                                                   |                   |                   |                   |
|                                                                                           | 450 до н.э.                     | 450 до н.э.            | 250 до н.э.            | 100 н.э.                                          | 100 н.э.                                          | 500                                               | 500                                               | 700                                               | 800               | 800               | 1200              |
|                                                                                           |                                 |                        |                        |                                                   |                                                   |                                                   |                                                   |                                                   |                   |                   |                   |
| Индия                                                                                     | ранняя Сангха                   |                        |                        |                                                   |                                                   |                                                   |                                                   |                                                   |                   |                   |                   |
| Индия                                                                                     | ранняя Сангха                   | Школы раннего буддизма | Школы раннего буддизма | Школы раннего буддизма                            | Школы раннего буддизма                            | Махаяна                                           | Махаяна                                           | Ваджраяна                                         | Ваджраяна         | Ваджраяна         |                   |
| Индия                                                                                     | ранняя Сангха                   | Школы раннего буддизма | Школы раннего буддизма | Школы раннего буддизма                            | Школы раннего буддизма                            |                                                   |                                                   |                                                   |                   |                   |                   |
| Индия                                                                                     | ранняя Сангха                   |                        |                        |                                                   |                                                   |                                                   |                                                   |                                                   |                   |                   |                   |
| Индия                                                                                     | ранняя Сангха                   |                        |                        |                                                   |                                                   |                                                   |                                                   |                                                   |                   |                   |                   |
|                                                                                           |                                 |                        |                        |                                                   |                                                   |                                                   |                                                   |                                                   |                   |                   |                   |
| Шри-Ланка и Юго-Восточная Азия                                                            |                                 |                        | Тхеравада              | Тхеравада                                         |                                                   |                                                   |                                                   |                                                   |                   |                   |                   |
| Шри-Ланка и Юго-Восточная Азия                                                            |                                 |                        |                        |                                                   |                                                   |                                                   |                                                   |                                                   |                   |                   |                   |
| Шри-Ланка и Юго-Восточная Азия                                                            |                                 |                        | Тхеравада              | Тхеравада                                         | Ваджраяна в Юго-Восточной Азии                    |                                                   |                                                   |                                                   |                   |                   |                   |
|                                                                                           |                                 |                        |                        |                                                   |                                                   |                                                   |                                                   |                                                   |                   |                   |                   |
| Центральная Азия                                                                          |                                 |                        | Греко-буддизм          | Греко-буддизм                                     | Греко-буддизм                                     | Греко-буддизм                                     |                                                   | Тибетский буддизм                                 | Тибетский буддизм | Тибетский буддизм | Тибетский буддизм |
| Центральная Азия                                                                          |                                 |                        |                        |                                                   |                                                   |                                                   |                                                   | Тибетский буддизм                                 | Тибетский буддизм | Тибетский буддизм | Тибетский буддизм |
| Центральная Азия                                                                          | Буддизм Великого Шёлкового пути |                        |                        |                                                   |                                                   |                                                   |                                                   | Тибетский буддизм                                 | Тибетский буддизм | Тибетский буддизм | Тибетский буддизм |
|                                                                                           |                                 |                        |                        |                                                   |                                                   |                                                   |                                                   |                                                   |                   |                   |                   |
| Дальневосточный буддизм                                                                   |                                 |                        |                        | Чань, Тэндай, Буддизм Чистой Земли, Дзэн, Нитирэн | Чань, Тэндай, Буддизм Чистой Земли, Дзэн, Нитирэн | Чань, Тэндай, Буддизм Чистой Земли, Дзэн, Нитирэн | Чань, Тэндай, Буддизм Чистой Земли, Дзэн, Нитирэн | Чань, Тэндай, Буддизм Чистой Земли, Дзэн, Нитирэн | Сингон            | Сингон            | Сингон            |
| Дальневосточный буддизм                                                                   |                                 |                        |                        | Чань, Тэндай, Буддизм Чистой Земли, Дзэн, Нитирэн | Чань, Тэндай, Буддизм Чистой Земли, Дзэн, Нитирэн | Чань, Тэндай, Буддизм Чистой Земли, Дзэн, Нитирэн | Чань, Тэндай, Буддизм Чистой Земли, Дзэн, Нитирэн | Чань, Тэндай, Буддизм Чистой Земли, Дзэн, Нитирэн |                   |                   |                   |
|                                                                                           |                                 |                        |                        |                                                   |                                                   |                                                   |                                                   |                                                   |                   |                   |                   |
|                                                                                           | 450 до н.э.                     | 450 до н.э.            | 250 до н.э.            | 100 н.э.                                          | 100 н.э.                                          | 500                                               | 500                                               | 700                                               | 800               | 800               | 1200              |
| \| \| Обозначения: \| \| = Тхеравада \| \| = Махаяна \| \| = Ваджраяна \|                 |                                 |                        |                        |                                                   |                                                   |                                                   |                                                   |                                                   |                   |                   |                   |
|                                                                                           | Обозначения:                    |                        | = Тхеравада            |                                                   | = Махаяна                                         |                                                   | = Ваджраяна                                       |                                                   |                   |                   |                   |

Ученики Будды в соответствии с обычаем кремировали тело Учителя. Правители соседних государств прислали гонцов с просьбой дать им частицы останков Будды. Как описывается в Махапариниббана сутте, останки были разделены на восемь равных частей. Эти части останков были помещены в особые реликварии — ступы, культовые строения конусовидной формы, в столицах государств. Одну из частей, в ступе древнего города Капилаваттху, обнаружили в 1898 году вблизи деревни Пипрахва. Сейчас эта часть останков находится в Индийском Национальном музее в Нью-Дели.
Эти ступы стали как бы предшественниками китайских пагод и тибетских чортенов (монгольских субурганов).
Позднее в ступы стали класть тексты сутр, почитавшихся как запись подлинных слов Будды. Поскольку суть Будды есть Дхарма, его Учение, то сутры как бы представляли собой Дхарму как духовное тело Будды. Эта замена (физическое тело — духовное тело; «мощи» — тексты; Будда — Дхарма) оказалась очень важной для последующей истории буддизма, поскольку здесь, видимо, коренятся истоки чрезвычайно важного учения махаянского буддизма о Дхармовом Теле Будды (Дхармакая).

### Первый буддийский собор,V век до н. э.
Предание утверждает, что вскоре после нирваны Будды произошёл первый буддийский «собор», когда собрались все ученики Будды и двое из них — Ананда и Упали на память воспроизвели всё, чему учил Будда — нормы и правила монашеского общежития, «дисциплинарный устав» сангхи (Виная), проповеди и поучения Будды (Сутры) и его философское учение, «сверх-Дхарму» (Абхидхарма). Так возник буддийский Канон — Трипитака (на пали — Типитака), то есть «Три Корзины» Учения (в Древней Индии писали на пальмовых листьях, которые носили в корзинах). Первый из известных нам вариантов Канона — палийская Типитака — долгое время, в соответствии с традицией, передавался устно, и был впервые записан на Ланке около 80 до н. э. в связи с угрозой потери Учения. И в наши дни некоторые монахи, которых называют «держателями Типитаки» («типитакадхара»), традиционно заучивают наизусть отдельные части Типитаки или всю её полностью. 

В Синей Летописи указано, что сложилась иерархия учения (В смысле передачи Винаи): от Шакьмуни к Кашьяпе, от него к Ананде, от него к Шанавасике, от него к Упагупте, от него к Дхитике, от него к Кришне, от него к Сударшане

### Второй буддийский собор383 год до н. э.
Второй буддийский собор провёл царь Каласока в Вайшали, и был он связан с конфликтом между традиционными школами буддизма и более либеральными интерпретациями, известными как Махасангхика.
В соответствии с традиционными школами, Будда был лишь обычным человеком, достигшим просветления, и этот опыт могли повторить монахи, следуя монашеским правилам. Преодолевая страдания, монахи могли стать архатами. Сторонники Махасангхики считали такой взгляд эгоистичным. Они считали, что цель достижения архатства несущественна, а истинная цель — достижение полного состояния Будды. Подобное воззрение в дальнейшем переросло в Махаяну. Они были сторонниками более облегчённого монашеского устава, отчего их поддерживало большинство монахов и сторонников буддизма.
Собор закончился осуждением Махасангхиков, которые покинули собрание. В дальнейшем сторонники Махасангхики обитали в северо-западной Индии и Средней Азии.

### Разделение на18 школ
В Сумагадхавадане сказано, что милостынедателем Будды Кашьяпы был царь Крикин. Этот царь увидел во сне: царь-слон не может пролезть в окно и даже засунуть туда хвост, жаждущий, которого преследует источник, продажа одной меры муки и меры жемчуга, равная цена на дерево и сандал, грабители, уносящие из сада цветы и плоды, царевич-слон пугается молодого слона, грязная обезьяна мазью натирает другую, возведение обезьяны на царство, появление целого куска ткани сразу у 18, после того как они ткань поделили, спорящих и дерущихся людей. 

Напуганный Царь попросил Кашьяпу растолковать сон. Кашьяпа ответил, что в будущем человеческая жизнь будет длиться 100 лет и будет учение Будды Шакьямуни. Слон, окно и его хвост означает привязанность монахов к вихарам и богатству; жаждущий и источник — монахи не внимательны к учению; жемчуг и мука — получившие Учение вынуждены передавать его за деньги, чтобы заработать средства к существованию; равная цена на дерево и сандал — уравнение Дхармы Будды и еретических учений; ограбление сада — хищение мирянами имущества монахов; испуганный царевич-слон — добродетельные монахи, подавленные греховными; обезьяны — хорошие монахи выносят оскорбления плохих; коронация обезьяны — глупый царь взойдёт на престол; разорванная ткань — Дхарма, разделённая на 18 школ, каждая из которых, однако, даёт возможность достичь освобождения; спорящие и дерущиеся — раздоры в сангхе.
Существует 2 классификации 18 школ.
Первая:
- Стхавиравада
  - Собственно Стхавиравада — хаймавата
  - Вибхаджьявада
  - Ватсипутрия
  - Дхармоттария
  - Бхадраяния
  - Саммитья
  - Курукуллака
  - Махишасака
  - Дхармагуптака
  - Суваршакия
  - Кашьяпия
- Махасангхика (прото-махаяна)
  - Собственно Махасангхика
  - Экавьяхарика
  - Локоттаравада
  - Бахушрутия
  - Праджняптивада
  - Чайтика
  - Уттара Шайла
  - Апара Шайла

Вторая:
```
 
Стхавиравада
 ----------------------------
Махасангхика
------------------
Вибхаджьявада

 |                                             | |||||||                         ||||
 |                                  Махасангхика |||||||               Махишасакия|||
 |----------------|                    Пуравашайла||||||                   Кашьяпия|| 
Сарвастивада      |                      Апарашайла|||||               Дхармагуптика|
                  |                      Раджагирика||||                  Тамрашитрия
             Ватсипутрия                    Хаймавата|||
             |------------|                   Чайтьяка||
             |----------| |                Сиддхартхака|
             |-------|  | |                     Гокулика
      Саммитья       |  | |
                     |  | |
          Дхармоттария  | |
                        | |
               Бхадраяния |
                          |
                Шаннагарика
```

## Правление царяАшоки(около260 до нашей эры)
Царь империи Мауриев Ашока (273—232 до н. э.) обратился в буддизм после того, как он учинил кровавую расправу над территорией Калинга (штат Орисса) на востоке Индии. Раскаиваясь в содеянном, царь решил обратиться к вере и построить многочисленные ступы и колонны в знак уважения ко всем живым существам, и чтобы побудить население следовать Дхарме. По всей стране он построил дороги и больницы.
В это время буддизм стал распространяться за пределы Индии. Согласно колоннам и ступам с надписями короля Ашоки, эмиссары были посланы во все страны с целью проповеди буддизма, а также в греческое царство на западе (в соседнюю греческую Бактрию, но, возможно, и далее до Средиземноморья).

### Третий буддийский собор250 до н. э.
Царь Ашока провёл собор около 250 до н. э. в Паталипутре (современная Патна). Собрание проводил монах Тисса Моггалипутта. Речь шла о примирении различных буддийских школ, очищении буддийского движения от оппортунистских фракций, выросших под царской опекой, и организации миссионеров через весь известный к тому времени мир.
В это время более чётко установился состав канона Трипитаки, содержащего слова, переданные непосредственно от Будды.
Третий собор осудил школы сарвастивады и дхармагуптаки, которые потом были влиятельными в северо-западной Индии и Средней Азии во времена Кушанской империи в начале нашей эры. Дхармагуптаки считали, что Будда отделён от общины и находится над ней. Сарвастивадины выдвигали тезис о однородности времени — настоящего, прошедшего и будущего.

### Миссии Ашоки в эллинистическом мире
Некоторые из эдиктов царя Ашоки описывают деятельность Ашоки по распространению буддизма в эллинистическом мире, который простирался от Индии до Греции. Из эдиктов видно, что Ашока хорошо разбирался в структуре и организации греческих стран, там присутствовали имена царей, которые обозначены как новопринявшие буддизм — селевкидский царь Антиох II Теос (261—246 до н. э.), Птолемей II Филадельф — египетский фараон (285—247 до н. э.), Антигон Гонат, царь Македонии (276—239 до н. э.), Магас Киренский (288—258 до н. э.) и Александр Эпирский (272—256 до н. э.).
Согласно палийским источникам, многие эмиссары Ашоки были греками, что показывает широкий обмен религиозными идеями между культурами того времени.
Не совсем ясно, насколько эти связи реально повлияли на Грецию, но ряд авторов отмечают,
что в это время вполне могли происходить процессы соединения эллинистических и
буддийских способов мышления. Имеются упоминания о буддийских общинах, в первую очередь в Александрии (по упоминанию Клиемента Александрийского), и дохристианских монастырях Терапевты — по-видимому, название произошло от трансформации палийского слова Тхеравада.
В Александрии были найдены также и буддийские надгробия эпохи Птолемеев,
украшенные изображениями Колеса Дхармы (Тарн, «Греки в Бактрии и Индии»).

### Распространение буддизма в Азии
К востоку от Индии на территории Мьянмы индийская культура оказала сильное влияние на народ мон. Мон, как утверждается, обратились в буддизм примерно в 200 году до н. э. в результате миссии царя Ашоки, ещё до разделения буддизма на Махаяну и Хинаяну. Ранние храмы в государствах Мон, такие как Пейтхано в центральной Бирме, были основаны в период I—V веков.
Буддийское искусство монов претерпело сильное влияние индийского искусства времён династии Гупта и последующих династий, и этот стиль распространился далее по Юго-Восточной Азии в результате экспансий государства Мон в V—VIII веках.
Под влиянием этого государственного образования учение Тхеравады широко распространилось, пока не было заменено буддизмом Махаяны в VI веке.
Шри-Ланка была обращена в буддизм сыном Ашоки Махиндой и его шестью сподвижниками во II веке до н. э. Буддизм принял король Деванампива Тисса и многие аристократы. В это время был основан монастырь Махавихара, превратившийся в центр традиции сингальцев. Во время правления короля Виттагамани в Шри-Ланка был написан палийский канон (29—17 до н. э.), традиция Тхеравады достигла расцвета, появились такие знаменитые комментаторы, как Буддхагхоша IV—V века. Хотя Махаяна тоже имела хождение, Тхеравада превалировала, и Шри-Ланка осталась последним оплотом Тхеравады, откуда это учение в XI веке снова распространилось по Юго-Восточной Азии.
По легендам, царь Ашока посылал миссионеров через Гималаи в районы Хотана, в бассейн Тарима, и в страну индоевропейцев Тохаристан.

## Преследование буддизма в государстве Шунга (II век до н. э. — I век до н. э.)
Династия Шунга (185 до н. э. — 73 до н. э.) была основана через 50 лет после смерти Ашоки.
После убийства последнего царя Мауриев Брихадраты трон занял военачальник Пушьямитра Шунга, ортодоксальный брамин. Он известен своей жестокостью в преследовании буддизма, согласно летописям, он разрушал монастыри и убивал монахов, и снёс около 84 тысяч ступ (Divyavadana, pp. 429—434), предлагая по сто золотых монет за голову каждого буддийского монаха. Большое количество буддийских монастырей были обращены в индуистские храмы, в частности Наланда, Бодхгая, Сарнатх и Матхура.

## Греко-буддийский диалог (II век до н. э. — I век н. э.)
Греческие государства располагались к западу от Индии в Бактрии, на территории северного Афганистана
со времён Александра Македонского около 326 до н. э.: царство
Селевкидов возникло в 323 до н. э., потом Греко-бактрийское царство возникло в 250 до н. э..
Греко-бактрийский царь Деметрий I вторгся в Индию в 180 до н. э.
дойдя до Паталипутры, и основал Индо-греческое царство, которое занимало различные части северной Индии
вплоть до конца I века до н. э.. При индо-греческих царях буддизм процветал,
и даже считалось, что вторжение греков в Индию было вызвано желанием оказать поддержку империи Мауриев,
для защиты буддийской веры от преследований династии Шунга (185—73 до н. э.).
Один из наиболее известных индогреческих царей Менандр I (160—135 до н. э.) активно поддерживал буддизм и в традиции
Махаяны он рассматривается как великий покровитель веры, подобно царям
Ашоке или Канишке — последнему Кушанскому властителю.
Хорошо известен диалог в Милинда между царём Менандром
и монахом Нагасеной около 160 до н. э.
Не исключено, что взаимодействие буддийской и греческой культур привели к эволюции Махаяны,
кроме того греческое представление о человеко-боге могло повлиять на формирование образа Будды.
См. также Греко-буддизм.

## Буддизм и Рим
Римские источники описывают посольство «индийского царя Пандиона (Пандья?)», к Цезарю Августу около 13 года н. э. 

Они приехали с дипломатическими письмами к грекам, и один из послов был шраманом, который сжёг себя заживо в Афинах для демонстрации веры.
 Это событие стало сенсационным, и описано Николаем Дамасским, который встретил посольство в Антиохии, и упоминается также Страбоном. Могила этого шрамана сохранилась до времени Плутарха, который также оставил упоминание «ΖΑΡΜΑΝΟΧΗΓΑΣ ΙΝΔΟΣ ΑΠΟ ΒΑΡΓΟΣΗΣ» («Мастер шраман из Бхаруха в Индии»). Речь шла о буддистах, а не о брахманах, которым противостояли шраманы.
Отдельные сведения о буддизме достигали запада. Во II веке Климент Александрийский, отец христианского догматизма, писал про Будду:
«Среди индийцев есть философы, следующие рекомендациям Boutta, которого они почитают как бога из-за своей непревзойдённой святости».
Есть и другие упоминания. Некоторые комментаторы указывают на аналогии между историей рождения Будды и историей рождения Христа, а также на схожие элементы в начале повести о Варлааме и Иоасафе, однако по мере развития сюжета, история обретает самостоятельность. По всей видимости, средневековый автор объединил Будду Шакьямуни и Иоасафа воедино. Будда существует и в исламском мире, как персонаж одной из сказок "1001 ночи" по имени Ас-Саби (Суббота).
Как говорил авторитетный индолог Макс Мюллер, все совпадения между Христом и Буддой поверхностны и, при тщательном изучении, оказываются не более чем совпадениями. Разрыв между мировоззрением христианства и буддизма слишком велик. На своей лекции в Кэмбридже в 1882 году, Макс Мюллер заявил, что всю жизнь искал исторический канал влияния буддизма на христианство, и так его и не нашел.

## Кушанская эпоха: отделение махаяны от тхеравадыI век
После падения Индо-греческого царства, а его культура была перенята индоевропейскими кочевниками из Средней Азии, индо-скифами и потом Юэчжи, основавшими Кушанское царство около 12 г. до н. э.. Кушаны поддерживали буддизм, и созвали Четвёртый буддийский собор во время правления царя Канишки около 100 г. н. э. в Джаландаре или в Кашмире, именно этот собор обычно ассоциируется с датой подъёма буддизма Махаяны и его отделения от буддизма Тхеравады. Представители традиции Тхеравады не признают этого собора, и иногда называют его «собором еретических монахов».
Царь Канишка собрал в Кашмире 500 бхикшу во главе с Васумитрой для редакции Трипитаки. В течение собора было собрано триста тысяч стихов и более девяти миллионов положений, которые приводили в порядок около двенадцати лет. Новый канон не опирался более на палийскую Типитаку, а был переписан на классическом Санскрите вместе с основными положениями Махаяны.
Новая форма буддизма опиралась на представление о подобии Будды божеству, помимо которого были и другие будды, которые незримо помогают смертным достичь нирваны, и о том, что все существа обладают природой Будды, а также включала ряд культурных веяний из северо-западной Индии и Кушанского Царства. К Кушанскому периоду относят и деятельность Нагарджуны.
Махаяна сохранила очень старую «доканоническую» традицию Буддизма, которая в значительной степени, но не полностью, была исключена из канона Тхеравады.
Махаяна сохранила древние идеи от которых отказалась Тхеравада, такие как доктрина Трех Тел Будды, идея сознания (Виджняна) как континуума, а также почитание буддийского пантеона.
Элементы этого Доканонического Буддизма пережили канонизацию, последующую фильтрацию идей и возродились в Махаяне.
Традиции Тхеравады и Махаяны «различные, но одинаково надежные записи Доканонического Буддизма, который теперь утерян навсегда»

## Распространение Махаяны (I—X века н. э.)
С этого времени Махаяна стала процветать и распространяться на восток из Индии в юго-восточную Азию, на север в Среднюю Азию, а также в Китай, Корею и наконец в Японию в 538.

### Индия
После распада Кушанского царства буддизм расцвёл в Индии при династии Гупта (IV—VI век). Были созданы многочисленные центры по изучению Махаяны, в первую очередь — университет Наланда в северо-восточной Индии, который многие сотни лет был наиболее влиятельным из буддийских университетов, где преподавал в частности Нагарджуна.
Буддийское искусство стилей династии Гупта распространилось по юго-восточной Азии и попало в Китай.
Индийский буддизм ослаб в VII веке по причине вторжения белых гуннов и нашествия ислама.
Одна из наиболее значимых ранних школ буддизма, самматия, прекратила своё существование одной из первых, так как её монастыри располагались в основном на западе Индии, куда в первую очередь пришли мусульмане. С VIII века и следующие пять веков мусульмане занимались сжиганием буддийских текстов и реликвий, разграблением храмов и монастырей как самматии, так и всех остальных школ, располагавшихся в Индии. Буддийские монахи при этом выдворялись из храмов или «обезглавливались забавы ради».
Однако у буддизма был ещё период подъёма в империи Пала, в которой буддизм Махаяны процветал с VIII по XII века, они строили немало храмов в различных стилях буддийского искусства.
Большой удар по буддизму был нанесён в 1193 году, когда тюрки во главе с мусульманским фанатиком Мухаммадом Кхилджи разрушили Наланду.
В конце XII века, когда мусульмане заняли ключевые буддийские места в Бихаре, значение буддистов в Индии стало несущественным.
В это же время набрали силу индуистские движения, в первую очередь адвайта и бхакти.
Хотя буддизм родился в Индии, к XX веку здесь остались лишь небольшие островки буддизма на окраинах.
См. также Буддизм в Индии, Буддийские места паломничества в Индии.

### Северная и Центральная Азия

#### Средняя Азия
Буддизм проник в Среднюю Азию вероятно со времён самого Будды. Согласно палийским легендам, два брата-торговца из Бактрии Тапассу и Бхалика посетили Будду и стали его учениками. Потом они вернулись в Бактрию и построили буддийские храмы (Ричард Фольц).
Средняя Азия играла важную роль как место встречи Китая, Индии и Персии. Во II веке до н. э. экспансия Китая (династии Хань) на запад привела к контакту Китая с эллинистической цивилизацией, и в частности с Греко-Бактрийским Царством. Таким образом распространение буддизма на север привело к формированию буддийских общин и государств в среднеазиатских оазисах. В ряде городов Великого Шёлкового Пути имеется множество буддийских ступ и монастырей, которые видимо использовались для обслуживания путников.
Различные школы раннего буддизма существовали в Средней Азии и Китае вплоть до VII века. Потом стала доминировать Махаяна, но в монастырях сохранялись ещё порядки Винаи, как в школах Сарвастивада и Дхармагуптака.
Буддизм в Средней Азии стал приходить в упадок с приходом ислама начиная с VII века. Здесь мусульмане не были толерантны, так как буддисты не принадлежали к народам «Книги». Они считали буддистов идолопоклонниками и преследовали.
См. также Великий Шёлковый Путь, Буддизм в Средней Азии.

#### Таримский бассейн
Восточная часть Средней Азии (Китайский Туркестан, Таримский бассейн, Синьцзян) знаменита богатством буддийского искусства (настенная роспись, рельефы в пещерах, картины на холсте, скульптуры, ритуальные предметы), заметно при этом влияние как индийской, так и эллинистической культур.
Историки отмечают, что Средняя Азия могла играть ключевую роль в распространении буддизма на восток. Первые переводы буддийских сочинений на китайский язык могли быть как парфянскими (Аньси) как Ань Шигао (148 н. э.) или кушанскими (Ань Сюань) народа Юэчжи как Локаксема (178 н. э.), а также согдийскими (Канцзю) типа Кан Сенкай. Большинство из тридцати семи ранних переводчиков буддийских текстов могут быть идентифицированы как выходцы из Средней Азии.
Фрески Таримского бассейна показывают взаимосвязь среднеазиатских и китайских буддийских общин вплоть до X века.
См. также Дуньхуан, Хотан.

#### Китай
Предположительно, буддизм проник в Китай в I веке н. э. из Средней Азии, хотя имеются легенды о том, как буддийские монахи посетили Китай во время правления царя Ашоки. До VIII века
Китай был очень активным очагом буддизма.
67 н. э. считается официально годом появления буддизма в Китае, который принесли монахи Мотон и Чуфарлан.
В 68 г. н. э., под покровительством императора они основали Храм Белой лошади (白馬寺), который до сих пор сохранился недалеко от столицы Лояна. В конце II века большая община была основана в Пэнчэне (сейчас Сюйчжоу, пров. Цзянсу).
Первые тексты школы Махаяна перевёл на китайский язык кушанский монах Локакшема в Лояне между 178 г. и 189 г. н. э.
Процветание буддизма пришлось на период правления династии Тан (618—907 гг). В это время Китай был открыт иноземному влиянию, тогда восстановились отношения с Индией, и многие китайские монахи ездили в Индию с IV по XI век.
Столица династии Тан Чанъань (современный Сиань) превратился в духовный центр буддизма. Отсюда буддизм распространился в Корею и Японию.
Однако к концу эпохи Тан иностранное влияние перестало приниматься с радушием и в 845 г. император У-цзун запретил все иностранные религии, включая несторианство, зороастризм и буддизм, чтобы поддержать китайский даосизм. По всей территории Китая он конфисковал собственность буддийских общин, разрушил монастыри и казнил монахов, после чего культурное и интеллектуальное преобладание буддизма в Китае закончилось.
Школы Чистых земель и Чань смогли при этом продержаться ещё несколько столетий, школа Чань передалась в Японию в виде Дзен. В Китае период расцвета Чань приходится на династию Сун (1127—1279), когда чаньские монастыри превратились в мощные культурные и учебные центры.
Буддийское искусство в Китае хорошо сохранилось до настоящего времени, многие памятники искусства и архитектуры охраняются как мировое культурное наследие ЮНЕСКО.
См. также Буддизм в Китае.

#### Корея
Буддизм проник в Корею около 372 года, когда китайские послы посетили королевство Когурё, принеся с собой рукописи и изображения.
Буддизм расцвёл в Корее, и в частности школа Сон (Дзэн) начиная с VII века.
Однако с началом правления неоконфуцианской династии И (Ли) периода Чосон в 1392 году буддизм стал преследоваться и почти исчез, за исключением оставшейся школы Сон.
См. также Буддизм в Корее.

#### Япония
Сейчас Япония стала самой большой буддийской страной. Буддизм пришёл в Японию в VI веке, принесённый странствующими монахами.
С буддизмом пришли многочисленные книги и произведения искусства. В следующем веке буддизм был принят как государственная религия.
Находясь на дальнем конце Великого Шёлкового Пути, Япония смогла сохранить немало аспектов буддизма, которые были утрачены в Индии или подавлены в Средней Азии и Китае.
C 710 н. э. множество храмов стало строиться в столице Японии, Нара,
в частности пятиярусная пагода и знаменитый Золотой Павильон. Бесчисленные картины и скульптуры создавались нередко при поддержке государства. Особенно значительные произведения искусства были созданы в периоды Нара, Хэйан и Камакура.
В XII—XIII век наступил расцвет дзэн-буддизма и связанной с ним утончённой культуры.
Сейчас в Японии находится около 80,000 буддийских храмов, которые регулярно реставрируются.
См. также Буддизм в Японии, Японское искусство, Дзэн.

#### Тибет
Тантрический буддизм возник в восточной Индии в V—VI веке. Много практик тантрического буддизма пришли из брахманизма (мантра, йога, сожжение сакральных жертв). Тантрический буддизм стал доминировать в Тибете начиная с VI века.
По другим данным буддизм в его китайском варианте принес Тибету царь Сонгцен Гампо (627—649 гг). Он женился на непальской (622 г.) и китайской (640 г.) принцессах; обе принцессы привезли с собой изображения Будды, а также астрологические и медицинские тексты тех традиций, которым следовали. Все трое очень почитаются в Тибете и играют важную роль в его мифологии.
В 781 году указом цэнпо (царя) Тисонга Децэна буддизм был объявлен государственной религией Тибета, причем не в китайском, как ранее, а в индийском его варианте.
См. также Тибетский буддизм.

### Юго-Восточная Азия
В течение I века н. э. торговля по Великому Шёлковому Пути была ограничена по причине подъёма Парфии, находившейся во вражде к Риму, хотя римляне богатели и их потребности в азиатской роскоши возрастали. По этой причине стали широко использоваться морские пути между Средиземноморьем и Китаем через посредство Индии. С этого времени влияние Индии на страны Юго-восточной Азии возросло. Торговые пути соединяли Индию с южной Бирмой, центральным и южным Таиландом, нижней Камбоджей и южным Вьетнамом, где были построены города и укрепления.
Более тысячи лет культуру стран Юго-восточной Азии определяло индийское влияние, туда попадали священные тексты на пали и на санскрите, индийские сочинения, Тхеравада, Махаяна, Веды, Рамаяна и Махабхарата попадали непосредственно от индийских проповедников и торговцев.
С V по XIII века в Юго-восточной Азии образовались сильные империи, которые активно строили буддийские храмы, в этих странах процветало буддийское искусство. К югу образовалось государство Шривиджая, а на севере — Кхмерское царство, в которых процветала Махаяна c обширным пантеоном Бодхисаттв.

#### Империя Шривиджая (V—XV века)
Государство Шривиджая с центром на острове Суматра в Индонезии, приняло буддизм Махаяны и Ваджраяны
при династии Сайлендра. Это привело к широкому распространению искусства и скульптуры. Многочисленные статуи махаянских Бодхисаттв очень изящной работы были найдены в этом районе.
Остался потрясающий по изяществу и архитектурному решению буддийский храмовый комплекс Борободур, построенный на острова Ява около 780.
Империя Шривиджая пришла в упадок вследствие конфликтов с индийскими царями Чола, а потом потерпела поражение в период экспансии ислама в XIII веке. См. также «Буддизм в Индонезии».

#### Кхмерская империя (IX—XIII века)
Позже, в IX-XIII века во всей Юго-Восточной Азии доминировал буддизм Махаяны и индуизм, и центральную роль играла Кхмерская империя. В это время в Камбодже и соседнем Таиланде было построено 900 храмов. Храмовый комплекс Ангкор был в самом центре и обслуживал город с более чем миллионным населением. Великий кхмерский царь Джаяварман VII (1181—1219) построил немало махаянских сооружений в Байоне и Ангкор-Тхоме.
См. также Буддизм в Камбодже.
Так как в XI веке буддизм Махаяны в Индии пришёл в упадок, Махаяна стала приходить в упадок и в Юго-Восточной Азии, а в дальнейшем на смену Махаяне пришла Тхеравада из Шри-Ланки.

## Возрождение ТхеравадыXI век
C XI века, когда буддизм Махаяны после исламского завоевания Индии стал приходить в упадок,
сократились торговые пути через Индию, но стали развиваться пути из Ближнего Востока в Китай через Шри-Ланку. Это привело к тому, что Юго-восточная Азия приняла буддизм Тхеравады от монахов из Шри-Ланки, которые распространили палийский канон.
Основатель бирманской империи царь Аноратха (1044—1077) смог объединить страну и принять Тхераваду,
после чего тысячи буддийских храмов стали строиться в Пагане, из которых сохранилось более двух тысяч. Бирманцы ослабевали по мере усиления Таиланда и разграбления Пагана монголами в 1287 году, но буддизм Тхеравады остался основной религий бирманцев по сей день.
Тхеравада была также принята в новом государстве в Таиланде — королевстве Сукхотаи около 1260.
Потом Тхеравада снова расцвела в королевстве Аюттая с XIV по XVIII век), став неотъемлемой частью таиландского общества.
В XIII веке Тхеравада продолжала распространяться по континенту, попав в Лаос
и Камбоджу. Однако с XIV века на побережье Малайзии и на островах влияние
ислама усиливалось и охватило Малайзию, Индонезию и южные Филиппины.
См. также История Бирмы, Буддизм в Мьянме, Буддизм по странам.

## Распространение буддизма на Западе
После греко-буддийских контактов, зафиксированных в античные времена,
встречи буддизма с западным миром происходили эпизодично, в основном в связи с деятельностью посольств, купцов и христианских миссионеров. Одним из первых таких контактов следует считать визит францисканца Рубрука в Монголию в 1253. Известное путешествие Марко Поло в Китай в конце XIII века позволило европейцам узнать о тибетском буддизме. Первоначальной оценкой Поло буддизма было неприятие, но в итоге оценка буддизма и Будды поменялась на положительную: «Несомненно, что если бы он был крещен в христианстве, то стал бы великим святым наряду с Господом нашим Иисусом Христом».
Знакомство Запада с буддизмом начало происходить и через культурный слой. Очень популярная в Средневековье Повесть о Варлааме и Иоасафе представляла собой переписанные в христианском духе истории о Будде. В конце XV века был открыт путь в Индию по морю, но это не поспособствовало улучшению культурного обмена, так как европейских торговцев и миссионеров не интересовал буддизм.
В XVI веке китайский и японский буддизм заинтересовал иезуитов, нашедших в буддизме большую схожесть с христианством.
Этап серьёзного интереса европейцев к буддизму начался в середине XIX века. С одной стороны
этому способствовал кризис рационализма и европоцентризма, с другой развитие общей открытости и демократических институтов, не ограничивающих религиозные взгляды. В этот период на Западе начал происходить интенсивный культурный обмен с Востоком, появились первые подробные тексты об учении и практике буддизма.
Главным источником информации о буддизме в XIX веке стали труды европейских буддологов. Среди наиболее известных буддологов были французский буддолог Эжен Бюрнуф, написавший «Введение в историю индийского буддизма» (1845) и сделавший перевод «Лотосовой сутры» (1852), немецкий буддолог Герман Ольденберг, написавший работу «Будда, его жизнь, его доктрина, его община» (1881), американский буддолог Генри Кларк Уоррен, опубликовавший антологию по Трипитаке «Буддизм в переводах» (1896). В то же время ранняя буддология имела множество проблем, таких как отсутствие принципов систематизации многочисленных переведённых текстов, отсутствие общей картины развития буддизма, неразработанность понятийного аппарата, концентрация на позиции южной «палийской школы», объявившей более поздние течения буддизма «деградированными» и «извращёнными». Особняком в ранней европейской буддологии стояла российская буддология. Буддолог В. П. Васильев указывал на важность изучения буддийских текстов на всех языках, а его ученик И. П. Минаев отмечал, что «палийская школа» стремится приписать своим идеям и текстам общебуддийский характер.
Знакомство Запада с буддизмом в XIX веке происходило и через влияние буддизма на известных философов: А. Шопенгауэра, Ф. Ницше, Э. Гартмана и других. Одним из первых массовых каналов информации о буддизме стала теософия. Теософы не ограничивались одним лишь распространением информации. Они основали в странах Азии несколько буддийских учебных заведений, попытались объединить различные школы буддизма и создали для этого «Буддийский катехизис», ставший крайне известным текстом по основам буддийского учения.
Широкое распространение буддизма в западных странах наступило в XX веке по многим причинам.
- Массовая эмиграция китайцев, японцев, корейцев и вьетнамцев в США, Австралию, страны Европы и Америки в XX веке.
- Повышение интереса к буддизму в США и в европейском обществе в конце XIX — начале XX века по причине открытия Японии для внешнего мира в 1853 и деятельности Теософского Общества, пытавшегося привлечь внимание широкой публики к оккультизму.
- Основание первых буддийских обществ Дзэн и Тхеравады в западных странах в начале XX века.
- Активизация деятельности тибетских буддийских школ после оккупации Тибета Китаем и поддержки тибетских беженцев западными странами (вторая половина XX века). В этот период тибетский буддизм открылся для западной публики, практически все школы тибетского буддизма нашли поддержку и основали свои общества во многих странах, в первую очередь в США, Германии, Швейцарии, Италии.

В настоящее время в западных странах существуют практически все буддийские направления, имеющие свои общества, храмы, школы и медитационные центры, которые насчитывают миллионы приверженцев.

## Комментарии
1. ↑  See also Atthakavagga and Parayanavagga

### Использованная литература
- Андросов В. П. Будда Шакьямуни и индийский буддизм. Современное истолкование древних текстов. — М.: Издательская фирма «Восточная литература» РАН, 2001. — 508 с. — ISBN 5-02-018236-2.
- Торчинов Е. А. Введение в буддологию: курс лекций — Санкт-Петербург: Санкт-Петербургское философское общество, 2000 г. — 304 С. — ISBN 5-93597-019-8.
- Уланов М. С. К вопросу о начале распространения буддизма на западе // Современные научные исследования и инновации. — Международный научно-инновационный центр, 2013. — № 11. — ISSN 2223-4888.
- Akizuki, Ryōmin (1990), New Mahāyāna: Buddhism for a Post-modern World, Jain Publishing Company
- Conze, Edward (1967), Thirty years of Buddhis Studies. Selected essays by Edward Conze (PDF), Bruno Cassirer
- Lindtner, Christian (1997), The Problem of Precanonical Buddhism, Buddhist Studies Review, 14 (2): 2, doi:10.1558/bsrv.v14i2.14851, S2CID 247883744
- Lindtner, Christian (1999), From Brahmanism to Buddhism, Asian Philosophy, 9 (1): 5–37, doi:10.1080/09552369908575487
- Potter, Karl H., ed. (1996), Encyclopedia of Indian Philosophies Part VII: Abhidharma Buddhism to 150 A.D., Motilall Banarsidass

### Рекомендуемая литература
- Ашвагхоша. Жизнь Будды. Пер. К. Бальмонта. М., 1990.
- Уланов М. С. Буддизм в социокультурном пространстве России. Элиста: Изд-во КалмГУ, 2009. — 236 с.
- Уланов М. С. Буддизм на Западе (социокультурный анализ): Монография. Элиста: Изд-во КалмГУ, 2014. — 80 с.
- «Dictionary of Buddhism» by Damien Keown (Oxford University Press, 2003) ISBN 0-19-860560-9
- «The Diffusion of Classical Art in Antiquity» by John Boardman (Princeton University Press, 1994) ISBN 0-691-03680-2
- «Living Zen» by Robert Linssen (Grove Press, New York, 1958) ISBN 0-8021-3136-0
- «National Museum Arts asiatiques- Guimet» (Editions de la Reunion des Musées Nationaux, Paris, 2001) ISBN 2-7118-3897-8.
- «Religions of the Silk Road» by Richard Foltz (Palgrave Macmillan, New York, 2010) ISBN 978-0-230-62125-1
- «The Shape of Ancient Thought. Comparative studies in Greek and Indian Philosophies» by Thomas McEvilley (Allworth Press, New York, 2002) ISBN 1-58115-203-5
- «The Times Atlas of Archeology» (Times Books Limited, London, 1991) ISBN 0-7230-0306-8
- «Japanese Buddhism» by Sir Charles Eliot, ISBN 0-7103-0967-8
- «Hinduism and Buddhism: An Historical Sketch» by Sir Charles Eliot, ISBN 81-215-1093-7